# Béatrice Camurat
Béatrice Camurat Jaud est une actrice, productrice et réalisatrice française.

## Biographie
Béatrice Camurat est également la productrice de plusieurs documentaires réalisés par Jean-Paul Jaud.

## Filmographie partielle

### Cinéma

#### Actrice
- 1981 : Un assassin qui passe de Michel Vianey : Alice
- 1981 : Plein sud de Luc Béraud : Pepita
- 1981 : Une affaire d'hommes de Nicolas Ribowski
- 1983 : Un chien dans un jeu de quilles de Bernard Guillou : Françoise
- 1984 : Marche à l'ombre de Michel Blanc : Martine
- 1984 : Train d'enfer de Roger Hanin : Mme Salviat
- 1987 : Spirale de Christopher Frank : Fabienne
- 1994 : Jefferson à Paris de James Ivory
- 1998 : Familia de Fernando León de Aranoa : Alicia

### Télévision
- 1984 : Tu peux toujours faire tes bagages de Jacques Krier : Marie
- 1986 : Marie Love de Jean-Pierre Richard : Marie Love
- 1987 : Euroflics (Eurocops) - épisode : Rapt à Paris de Roger Pigaut
- 1988 : Maguy - épisode : Science friction
- 1990: Les cinq dernières minutes - épisode: Une beauté fatale: Anne-Marie Patel
- 1991 : Riviera - S01 : Ghislaine
- 1993 : Navarro - S05 E06 : L'honneur de Navarro : Caroline

### Réalisatrice
- 2018 : Grande-Synthe, la ville où tout se joue